# Губурчак
Губурча́к — село в Арском районе Татарстана. Входит в состав Сизинского сельского поселения.

## География
Находится на правом притоке реки Кисьмесь, в 20 км к северо-востоку от города Арска.

## История
Село было основано в период Казанского ханства. До 1930-х годов было известно под названием Малый Муй.
В XVIII — первой половине XIX века жители относились к сословию государственных крестьян. Основные занятия жителей в этот период — земледелие и скотоводство.
В «Списке населённых мест Российской империи», изданном в 1866 году по сведениям 1859 года, населённый пункт упомянут как казённая деревня Малый Муй (Губырчак) Мамадышского уезда Казанской губернии (1-го стана). Располагалась по просёлочной дороге, при речке Муй, в 110 верстах от уездного города Мамадыша и в 53 верстах от становой квартиры, владельческого села Кукмор (Таишевский Завод). В деревне, в 39 дворах проживали 279 человек (126 мужчин и 153 женщины), была мечеть.
В начале XX века в селе действовала мечеть. В 1915 году был открыт мектеб. В этот период земельный надел сельской общины составлял 636,6 десятин.
До 1920 года село входило в Ново-Чурилинскую волость Мамадышского уезда Казанской губернии. С 1920 года в составе Мамадышского кантона ТАССР. С 10 августа 1930 года в Арском, с 19 февраля 1944 года в Чурилинском, с 14 мая 1956 года в Арском районах.
В 1931 году в селе был организован колхоз (с 1995 г. коллективное предприятие «Чулпан», с 2004 г. «Агрокомплекс «Ак Барс»).

## Население
| 1782 | 1859 | 1897 | 1908 | 1926 | 1938 | 1949 | 1958 | 1970 | 1979 | 1989 | 2002 | 2010 | 2015 |
| ---- | ---- | ---- | ---- | ---- | ---- | ---- | ---- | ---- | ---- | ---- | ---- | ---- | ---- |
| 47   | 279  | 501  | 558  | 560  | 632  | 582  | 495  | 472  | 402  | 324  | 284  | 299  | 281  |

Национальный состав села — татары.

## Экономика
Жители занимаются полеводством, мясо-молочным скотоводством.

## Инфраструктура
Действуют клуб, библиотека.

## Религия
Мечеть (с 2012 г.).

## Известные люди
- М. С. Магдеев (1930—1995) — писатель, литературовед, кандидат филологических наук, народный писатель Республики Татарстан, лауреат Государственной премии РТ им. Г. Тукая